# Theodorus Bailey

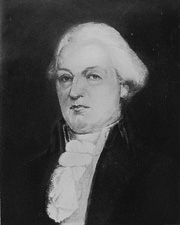
Theodorus Bailey

Theodorus Bailey (* 12. Oktober 1758 bei Fishkill, Dutchess County, Provinz New York; † 6. September 1828 in New York City) war ein US-amerikanischer Politiker (Demokratisch-Republikanische Partei), der den Bundesstaat New York in beiden Kammern des Kongresses vertrat.
Der junge Theodorus Bailey besuchte zunächst die Dorfschule und studierte später die Rechtswissenschaften, woraufhin er 1778 in die Anwaltskammer aufgenommen wurde und in Poughkeepsie zu praktizieren begann. Während des Unabhängigkeitskrieges diente er in der Miliz von New York; nach Kriegsende gehörte er von 1786 bis 1805 der Staatsmiliz an und stieg dort bis zum Brigadegeneral auf.
1792 wurde Bailey in das Repräsentantenhaus der Vereinigten Staaten gewählt, wo er vor Begründung der ersten Parteien zur regierungskritischen Anti-Administration-Fraktion zählte. In seiner zweiten Amtsperiode, die am 4. März 1795 begann, schloss er sich dann den Democratic Republicans von Thomas Jefferson an und verblieb zunächst bis zum 3. März 1797 im Kongress; zwei weitere Jahre als Abgeordneter folgten dann zwischen 1799 und 1801. Im April 1801 gewann er die Wahl um ein Mandat in der New York State Assembly; bevor die Abgeordnetenkammer aber zur konstituierenden Sitzung zusammentrat, wurde Bailey zum Nachfolger des zurückgetretenen Kongressmitglieds Thomas Tillotson gewählt und zog am 7. Dezember desselben Jahres erneut ins Repräsentantenhaus in Washington, D.C. ein. Am 3. März 1803 schied er dort letztmals aus.
Tags darauf nahm Bailey seinen Sitz im Senat der Vereinigten Staaten ein, nachdem ihn die New York Legislature zum Nachfolger des Föderalisten Gouverneur Morris gewählt hatte. Der ursprünglich durch die demokratisch-republikanische Fraktion in der State Assembly nominierte John Woodworth unterlag mit zwei Stimmen Unterschied, nachdem Matthias Burnett Tallmadge, Mitglied des Staatssenats und Baileys Schwager, die Abgeordneten der Föderalistischen Partei überzeugt hatte, für Bailey zu stimmen; zusammen mit dem kleineren Teil der Democratic Republicans, die gegen Woodworth waren, reichte dies zum knappen Sieg.
Theodorus Bailey war nicht einmal ein Jahr Senator. Er legte sein Mandat am 16. Januar 1804 nieder, um Postmeister der Stadt New York zu werden. Diesen Posten bekleidete er bis zu seinem Tod am 6. September 1828.